# Бизмут
Бизмут (Bi, лат. bismutum) метал је А групе. Име је добио по немачкој речи Wismut - заступљеност: бизмут је заступљен у земљиној кори у количини од 0,048 ppm (енгл. parts per million). Он је петовалентни, постпрелазни метал, хемијски сличан арсену и антимону. Елементарни бизмут се може јавити у природи, мада су његове најважније комерцијалне руде у виду његових сулфида и оксида. Најважнији минерали бизмута су: бизмутин  и бизмутит . Ове руде се најчешће јављају као споредни производ код добијања олова и бакра. Густина елементарног бизмута износи око 86% густине олова. То је крхки метал свело-сребрног сјаја када се свеже преломи, међутим стајањем на ваздуху поприми ружичасте трагове на површини због оксидације. Бизмут је најчешћи дијамагнетични елемент у природи, а има и најнижу вредност топлотне проводљивости међу свим металима. Чист бизмут је крх метал. Не реагује са кисеоником из ваздуха, као ни са водом. Раствара се у концентрованој азотној киселини.
Метал бизмут је познат човеку од античких времена, али се све до 18. века често замењивао са оловом и калајем, с којима дели неке физичке особине. Етимологија његовог имена није потпуно сигурна, али се сматра да потиче од арапске речи bi ismid, што значи да има особине сличне антимону или да потиче од немачке речи weisse Masse или Wismuth („бела маса”), што је средином 16. века било преведено на новолатински као bisemutum. Дуго се сматрало да је бизмут хемијски елемент са највишом атомским масом који је стабилан. Међутим, 2003. године научници су открили да је незнатно радиоактиван: његов једини примордијални изотоп бизмут-209 се распада алфа-распадом са временом полураспада милијарду пута дужим од процењене старости свемира. Бизмут има 35 изотопа чије се атомске масе налазе између 190—215. Постојан је само изотоп 209, који представља скоро 100% изотопског састава бизмута. У природи се јавља и изотоп 210 (око 50 ppm природног састава изотопа), који је радиоактиван.
На једињења бизмута отпада око половине укупне производње овог метала. Она се користе у козметици, као пигменти и у неким фармацеутским производима, међу којима је лек пепто-бисмол, кориштен против дијареје. Необична особина бизмута да се шири при смрзавању је корисна у више видова примене, као што је изливање типографских слова и знакова. Бизмут има необично слабу отровност међу тешким металима. Пошто је отровност олова дошла до изражаја последњих година, почеле су се значајније користити легуре бизмута (око трећине светске производње) као замена за олово. Основна намена бизмута је за додавање нискотопљивим рудама. Нека његова комплексна једињења имају примену као катализатори. , који је ружичасте боје, користи се у козметичкој индустрији. Бизмут нема биолошки значај. Налази се у костима и у крви, али тамо ничему не служи. Његове соли, као и оксиди, су неотровне.

## Историја
Назив бизмут потиче отприлике из 1660-их година, али је непознате и нејасне етимологије. Сматра се да је он један од првих 10 метала које је човек открио и користио. Име бизмут појављује се 1660-их из застарелих речи  ,  ,   (почетак 16. века), а можда је повезан и са старонемачком речи hwiz („belo”). Новолатински лат. bisemutum (по Агриколи, који је латинизирао многе немачке речи из области рударства и технике генерално) је изведен из  , а можда потиче од израза  , „бела маса”. У давна времена овај елемент се често погрешно идентификовао као калај и олово, јер су њихове особине доста сличне. Бизмут је познат од античких времена, те се ни један научник не сматра његовим откривачем. Агрикола у делу De Natura Fossilium (око 1546) наводи да је бизмут засебан метал из породице метала која укључује калај и олово. Овај закључак засновао је на запажањима о металима и њиховим физичким особинама. Рудари из доба алхемије дали су бизмуту називе лат. tectum argenti, односно „настајуће сребро”, у смислу да је то заправо сребро у процесу настанка у Земљи.
Почев са Јоханом Хајнрихом Потом 1738. године, Шелеом и Торберн Олофом Бергманом, разлика између олова и бизмута је била све јаснија и очитија, а Клод Франсоа Жофроа је 1753. демонстрирао да је овај метал различит од олова и калаја. Бизмут је био познат и старим Инкама, а користили су га (обично заједно са бакром и калајем) у посебној бронзаној легури за ножеве.

## Особине

### Физичке особине
Чист бизмут је крхки метал, светле, сребрено-ружичасте нијансе у свом природном облику, док га његов оксид пасивизира дајући металу многе живе боје од жуте до плаве. Спирални кристали бизмута степенасте структуре резултат су велике брзине раста око спољних ивица у односу на унутрашње. Варијације дебљине оксидног слоја који се ствара на површини кристала узрок су различитих таласних дужина светлости која се одбија од површине, те се стога приказују готово све дугине боје. Када се запали у присуству кисеоника, бизмут гори плавим пламеном, а његов оксид даје жути пламен. Његова отровност за жива бића је знатно мања од његових суседа из периодног система као што су олово, антимон и полонијум.
За ниједан други метал није доказано да је природно више дијамагнетичан од бизмута. (Супердијамагнетизам је другачији физички феномен.) Међу свим другим металима, он има једну од најнижих вредности топлотне проводљивости (само манган и, можда, нептунијум и плутонијум имају ниже) те највиши Холов коефицијент. Бизмут такође има и врло високу вредност електричног отпора. Ако се на супстрат нанесу довољно танки слојеви бизмута, он постаје полупроводник, за разлику од осталих слабих метала.
Елементарни бизмут има већу густину у течном него у чврстом стању, особина коју дели са антимоном, германијумом, силицијумом и галијумом. При очвршћавању, течни бизмут се шири за око 3,32%; па је већ дуго у употреби као компонента типографских легура које се лако топе, где компензује скупљање других легираних компоненти, па се добијају готово изостатске бизмутско-оловне еутектске легуре. Иако га у природи готово да нема самородног, врло чисти облик бизмута може градити одређене лепо обојене кристале необичног облика. Он је релативно неотрован и има врло ниску тачку топљења од око 271,3 °C, те његови кристали могу расти чак и у пећи у домаћинству, мада тако настали кристали су углавном слабог квалитета у односу на кристале добијене у лабораторији.
На собној температури и нормалном притиску, бизмут има сличну структуру слојева као метални облици арсена и антимона, кристализирајући се у ромбохедралном (тригоналном) кристалном систему (Пирсонов симбол hR6, просторна група  166), која се често сврстава у тригоналне или хексагоналне кристалне системе. Када се при собној температури компресује, ова Bi-I структура се прво претвори у моноклинску Bi-II при притиску од 2,55 GPa, касније у тетрагоналну Bi-III на 2,7 GPa, те напослетку у кубичну просторно центрирану Bi-IV при притиску од 7,7 GPa. Одговарајући прелази могу се надгледати преко промена у електричној проводљивости; пошто су оне испрекидане и репродуцибилне, те се такође могу искористити за фино подешавање опреме високог притиска.

### Хемијске особине
Бизмут је стабилан у присуству ваздуха и влаге из ваздуха при нормалним температурама. Међутим, када се усија, реагује с водом дајући бизмут()-оксид.
Он реагује са флуором дајући бизмут(V)-флуорид при 500 °C или бизмут(III)-флуорид при нижим температурама (обично из истопљеног Bi); док са другим халогеним даје само бизмут(III)-халиде. Трихалиди су корозивни и лако реагују са влагом дајући оксихалиде формуле BiOX.
Бизмут се раствара у концентрираној сумпорној киселини дајући бизмут(III)-сулфат и сумпор-диоксид.
Он реагује са азотном киселином дајући бизмут(III)-нитрат:
Такође раствара се у хлороводоничној киселини, али само у присуству кисеоника:
Користи се и као реагенс при трансметалацији у синтези комплекса земноалкалних метала:

### Изотопи
Једини примордијални изотоп бизмута, бизмут-209 се дуго времена сматрао за најтежи стабилни изотоп од свих елемената, међутим такође се и сумњало да из теоретских разлога тај изотоп може бити и нестабилан. Ова претпоставка је коначно доказана 2003. године када су истраживачи на Институту за астрофизику свемира у француском граду Орсе, мерили алфа-зрачење те открили да је време полураспада изотопа бизмута-209 око 1,9 • 1019 година, што је преко милијарду пута дуже од тренутно процењене старости свемира.
Захваљујући свом изузетно дугом времену полураспада у свим досад кориштеним медицинским и индустријским апликацијама, бизмут се може сматрати као стабилан и нерадиоактиван елемент. Његова радиоактивност је предмет научног занимања и интереса, јер је он један од малобројних елемената чија се радиоактивност теоретски претпостављала и предвиђала пре него што је заиста откривена у лабораторији. Бизмут има и најдуже познато време полураспада алфа-распадом, мада изотоп телура-128 има време полураспада од преко 2,2 • 1024 година, али двоструким бета-распадом.
Постоји неколико изотопа бизмута са кратким временима полураспада, а јављају се у радиоактивном ланцу распадања актинијума, радијума и торијума, а многи од његових изотопа су вештачки синтетисани. Изотоп бизмут-213 се такође налази и у ланцу распада уранијума-233.
За комерцијалне сврхе, радиоактивни изотоп бизмут-213 се може добити бомбардовањем радијума са кочионим зрачењем фотона из линеарног убрзивача честица. Године 1997. антитело конјуговано са бизмутом-213, које има време полураспада од 45 минута, а распада се емисијом алфа-честице, користило се за лечење пацијената са леукемијом. Такође је покушано да се овај изотоп примени у лечењу рака, на пример, у програму циљане алфа терапије (ЦАТ).

## Распрострањеност
У Земљиној кори, количина бизмута је око два пута већа од количине злата. Најважније руде бизмута су бизмутинит (бизмутин) и бизмит. Природни, елементарни бизмут пронађен је у Аустралији, Боливији и Кини.
Према подацима Америчког геолошког завода (USGS), светска рудничка производња бизмута у 2010. години била је 8.900 тона, а међу највећим произвођачима су Кина (6.500 тона), Перу (1.100 т) и Мексико (850 т). Производња рафинираног бизмута износила је 16.000 тона, од чега је Кина производила 13.000 т, Мексико 850 т и Белгија 800 тона. Разлика између ископаног и рафинираног метала осликава статус бизмута као нуспроизвода издвајања из руда других метала попут олова, бакра, калаја, молибдена и волфрама.
Бизмут у сировим оловним шипкама (које могу садржавати и до 10% бизмута) пролази кроз неколико фаза рафинирања, све док се потпуно не издвоји у Крол-Бетертоновом процесу којим се одвајају нечистоће у виду троске или електролитски у Бетсовом процесу. Бизмут се слично понаша и са другим главним металом, бакром. Сирови метални бизмут из оба процеса још увек садржи значајне количине других метала, претежно олова. Реакцијом тако истопљене мешавине са гасовитим хлором остали метали прелазе у своје хлориде док бизмут остаје непромењен. Нечистоће се такође могу уклонити и многим другим методама на пример са флуксом и третманима којима се добија метални бизмут велике чистоће (преко 99% Bi). Светска производња бизмута из рафинеријских постројења је знатно обухватнија и поузданија статистика у односу на рудничку производњу.

### Цена
Цена чистог металног бизмута била је релативно стабилна током већег дела 20. века, осим великог поскупљења 1970-их. Бизмут се готово увек производио претежно као нуспроизвод рафинирања олова, те је стога његова цена рефлектирала трошкове његовог издвајања те уравнотежености између производње и потражње. Потражња за бизмутом је била незнатна пре Другог светског рата и била је готово у потпуности фармацеутска; једињења бизмута су се користили за лечење стања попут цревних поремећаја, полно преносивих болести и опекотина. Мање количине металног бизмута користиле су се у легурама кориштеним за системе за гашење пожара и жицама за лемљење. Међутим, током Другог светског рата бизмут се сматрао стратешким материјалном, а кориштен је за лемљење, легуре, лекове и атомско истраживање. Да би стабилизовали тржиште, произвођачи су током рата поставили цену на 2,75 америчких долара по кг, а у периоду од 1950. до 1964. на 4,96 америчких долара/кг.
Почетком 1970-их, цена бизмута је нагло нарасла као резултат повећања потражње за њим као металуршким додатком алуминијуму, челику и гвожђу. Након тога дошло је до повећања светске производње, стабилизације потрошње и рецесије 1980. те 1981-1982. Две године касније, 1984. цена је поновно почела да расте због повећања потрошње у светским размерама, нарочито у САД и Јапану. Почетком 1990-их, почела су истраживања о бизмуту као неотровној замени за олово у многим областима, као што су керамичке глазуре, утези за риболов, опрема у прехрамбеној индустрији, мазива и другим апликацијама. Повећање употребе бизмута у овим подручјима је остало споро средином 1990-их, и након увођења законских регулатива о замени олова у САД и другим земљама, али је она повећана око 2005. године. Ово је проузроковало брзи и стални раст цена бизмута.

## Употреба
Бизмут је нашао примену као састојак легура, нарочито посебних лако топљивих легура, на пример у саставу Вудовог метала, који се топи већ на 70 °C, као и за Розеов метал чија је тачка топљења око 98 °C.

### У техници
Легура бизманол са манганом је врло снажан трајни магнет. У покривним легурама (добијеним врућим поцинкавањем) од којих се производе једињења између соларних панела, служи као замена за олово. Синтетички монокристали од бизмута величине преко 20 cm и поликристалне плоче од бизмута користе се као неутронски филтери у истраживачким реакторима за испитивање материјала. Хемијско једињење бизмут-телурид у саставу Пелтијеровог елемената производи хладноћу. Фазно-измењивачки материјал у неким DVD-RAM-овима садржи бизмут.
У неким изворима бизмут се пропагира као легирни елемент у челицима за аутомате, као замена за олово. Он би требало да побољша обрадивост ових челика без негативних еколошких особина олова. Са гледишта челичне индустрије ова замисао није економски повољна, јер се бизмут не може готово никако металуршки одстранити, а касније се појављује као пратећи елемент у челицима добијеним из рециклираног челичног отпада. У електроиндустрији легура бизмута и калаја користи се као замена за калајне лемове који садрже олово. Међутим, недостатак таквих легура је што бизмут-калај легуре захтевају употребу посебних уређаја за лемљење. Контаминација с оловом (нпр. поправка старих апарата) доводи до веома ниске тачке топљења, а употреба алата за калај-сребрено легирање до превисоких температура и контаминације алата са бизмутом.
Бизмут-оксид се користи за израду оптичких чаша и стакла, а служи и као помоћно средство при синтеровању у техничкој керамици. Осим тога налази се и у облику бизмут-германата у саставу детектора сцинтилације при томографији емисијом позитрона (ПЕТ).
Једна легура олова и бизмута користила се у Совјетском Савезу као средство за хлађење нуклеарних реактора. Ова легура је била ефикаснија од уобичајеног хлађења водом под притиском, али је њом било много теже руковати. Таква легура очвршћава на температури испод 125 °C те може довести до огромних оштећења реактора. Неки од тако хлађених реактора користили су се у нуклеарним подморницама (нпр. онима алфа-класе).

## Једињења
Бизмут гради тровалентна и петовалентна једињења, с тим да су тровалентна пуно чешћа и распрострањенија. Многе њихове хемијске особине сличне су онима код арсена и антимона, мада су мање отровна од сличних деривата лакших елемената.

### Оксиди и сулфиди
При повишеним температурама, паре метала се врло брзо спајају са кисеоником, дајући жути триоксид Bi
2O
3. Када је истопљен, на температурама изнад 710 °C, овај оксид може да кородира сваки други метални оксид, па чак и платину. У реакцијама са базама, даје две серије оксианјона: BiO−
2, који је полимерски и гради линијске ланце и BiO3−
3. Анјон у Li
3BiO
3 је заправо кубни октамерни анјон, Bi
8O24−
24, док је анјон у Na
3BiO
3 тетрамеран. Тамноцрвен бизмут(V)-оксид, Bi
2O
5 је незасићен, а при загревању се ослобађа гас O
2. Једињење  је врло снажно оксидирајуће средство.
Бизмут-силфид, Bi
2S
3 јавља се у природи у саставу руда бизмута. Такође се производи комбинацијом истопљеног бизмута и сумпора.
Бизмут-оксихлорид (BiOCl, види слику десно) и бизмут-оксинитрат (BiONO3) стехиометријски се појављују као једноставне анјонске соли катјона бизмута(III) (BiO+) а који се обично јавља у течним бизмутовим једињењима. Међутим, у случају BiOCl, кристалне соли граде структуру наизменичних слојева атома Bi, O и Cl, где је сваки атом кисеоника наслоњен на четири атома бизмута у суседним слојевима. Ово минерално једињење се користи као пигмент и у козметици.

### Бизмутини и бизмутиди
За разлику од лакших чланова 15. групе елемената као што су азот, фосфор и арсен, а слично као његов претходник из исте 15. групе, антимон, бизмут не гради стабилне хидриде. Бизмут-хидрид, бизмутин (BiH
3) јесте ендотермско једињење које се спонтано распада на собној температури. Стабилан је само на температури испод −60 °C. Бизмутиди су међуметална једињења између бизмута и других метала.
Године 2014. научници су открили да натријум-бизмутид може да постоји у облику материје назване тродимензионални тополошки Дираков полуметал (3DTDS) који поседује тродимензионалне Диракове фермионе на једном месту. Он је природна, тродимензионална супротност графену са сличном мобилношћу и брзином електрона. И графен и тополошки изолатор (попут оних у 3DTDS) су кристални материјали који електрично изолирају своју унутрашњост, али проводе електрицитет својом површином, омогућавајући да функционишу као транзистори и друге електронске компоненте. Иако је натријум-бизмутид (Na
3Bi) исувише нестабилан да се користи у уређајима без претходног паковања, он може да демонстрира потенцијалну сврху кориштења 3DTDS система, који нуде одређену ефикасности и производне предности над равним графеном у полупроводницима и спинтроничним апликацијама.

### Халиди
Халиди бизмута у нижим оксидацијским стањима имају веома необичне структуре. Оно што се првобитно сматрало за бизмут(I)-хлорид, BiCl, показало се да је заправо комплексно једињење које се састоји од Bi5+
9 катјона и BiCl2−
5 и  анјона. Катјон Bi5+
9 има неправилну тригоналну призматску молекуларну геометрију са три врха, а такође је откривен и у Bi
10Hf
3Cl
18, који се добија редукцијом мешавине хафнијум(IV)-хлорида и бизмут-хлорида са елементарним бизмутом, а има структуру [Bi+
] [Bi5+
9] [HfCl2−
6]
3.‍:50 Познати су и други полиатомски катјони бизмута, попут Bi2+
8, који је доказан у једињењу Bi
8(AlCl
4)
2. Бизмут такође гради и бромиде са ниском валенцом који су исте структуре као „BiCl”. Постоји и прави монојодид, BiI, који садржи ланац Bi
4I
4 јединица. BiI се распада при загревању на тријојид, BiI
3, и елементарни бизмут. Постоји и монобромид исте структуре.
У оксидационом стању +3, бизмут гради трихалиде са свим халогенима: BiF
3, BiCl
3, BiBr
3 и BiI
3. Сви од њих осим BiF
3 се хидролизују водом.
Бизмут(III) хлорид реагује са хлороводоником у раствору етра дајући киселину HBiCl
4.
Оксидационо стање +5 јавља се много ређе. Једно од таквих једињења је BiF
5, врло снажно оксидативно и флуоризативно средство. Такође, оно је и јак прималац флуорида, реагује са ксенон-тетрафлуоридом дајући катјон XeF+
3:
BiF
5 + XeF
4 → XeF+
3BiF−
6

### Други јони
У воденим растворима, у условима присуства јаких киселина јон Bi3+
 се раствара градећи јон са водом Bi(H
2O)3+
8. При  > 0%је полинуклеарне врсте, међу којима се најважнијим сматра октаедарски комплекс [Bi
6O
4(OH)
4]6+
.